# Talang Sungai Parit
Talang Sungai Parit is een bestuurslaag in het regentschap Indragiri Hulu van de provincie Riau, Indonesië. Talang Sungai Parit telt 842 inwoners (volkstelling 2010).